# Владимир Смирнов
Владимир Николаевич Смирнов е български и съветски актьор.

## Биография и творчество
Роден е на 22 юни 1942 г. Баща му, Николай Смирнов, е авиатор, който изчезва безследно със самолета си по време на Втората световна война край Сталинград. Майка му, Мария Павловна Смирнова, е пътуваща актриса и изпълнителка на цигански романси. В ранните си години живее в Ярославл, където го възпитава неговата баба Клавдия Фьодоровна Смирнова. След това постъпва в Суворовско училище.
През 1965 г. завършва Ленинградския държавен институт за театър, музика и кинематография в класа по актьорско майсторство на руския педагог Борис Вулфович Зон. След своето дипломиране Смирнов е назначен в Ленинградския театър на Ленинския комсомол, а дебютната му роля е Кросното/Магарето от „Сън в лятна нощ“ на Шекспир.
През 1965 г. се запознава с българката Силвия Спасова, студентка във ВИТИЗ. На следващата година я последва в България, където сключват брак. Той започва своята кариера на актьор в българското кино и театър. Измежду известните му роли е тази на Боев във филма „Сбогом, приятели!“.
Работи в Драматично-куклен театър „Васил Друмев“ Шумен, Драматично-куклен театър (Враца), Драматичен театър „Йордан Йовков“ Толбухин и Народен театър за младежта до 1990 и от 1993 г.[поясни]
Владимир Смирнов умира на 58 години на 10 август 2000 г. след тежък инсулт.

## Награди и отличия
- Заслужил артист (1980).
- Награда „Златна роза“ за филма „Сбогом, приятели!“.

## Театрални роли
- „Ромео и Жулиета“ (Уилям Шекспир) – Ромео
- „Коварство и любов“ (Шилер) – Фердинанд
- „Тримата мускетари“ (Александър Дюма - баща) – Д'Артанян
- „Моят син Володя“ (Ю. Яковлев) – Ленин
- „Севилският бръснар“ (Бомарше) – Фигаро
- „Мартин Идън“ (Джек Лондон) – Мартин Идън
- „Нашествие“ (Леонид Леонов) – Таланов
- „Разбойник“ (Карел Чапек) – разбойникът
- „Васа Железнова“ (Максим Горки) – Пятьоркин
- „Варвари“ (Максим Горки) – Степан Лукин
- „Оливър Туист“ (Чарлз Дикенс) – Бил Сайкс
- „Единственото време“ (Тургенев) – Нежданов
- „Сини коне на червена трева“ (Михаил Шатров) – Ленин
- „Дундо Марое“ (Марин Държич) – Попив
- „Сезонът на големите дъждове“ (Георги Богданов)
- „Съдете се сами“ (К. Георгиев) – бронза
- „Любов необяснима“ (Недялко Йорданов) – Атанас Желев
- „Прозорци“ (Емил Манов)
- „Вълкът и седемта козлета“ (мюзикъл на Димитър Димитров) – вълкът

## Телевизионен театър
- „Един непредвиден приятел“ (1984) (Робер Тома)
- „Дневникът на един руски полковник“ (1977) (К. Василиев) – генерал Скобелев
- „Оптимистична трагедия“ (1977) (Всеволод Вишневский)
- „Севилският бръснар“ (1974) (от Пиер дьо Бомарше), мюзикъл - Фигаро
- „Гълъбицата“ (1970) (Алексей Коломец)

## Филмография
| Година      | Филми и Сериали                                                    | Серии | Копродукции      | Роля                                                     |
| ----------- | ------------------------------------------------------------------ | ----- | ---------------- | -------------------------------------------------------- |
| ?           | Той знаеше всичко                                                  |       | СССР             |                                                          |
| 1987        | Розовите пеликани                                                  | 2     |                  |                                                          |
| 1987        | Мечтатели                                                          |       |                  | следовател                                               |
| 1985        | По следите на капитан Грант – („В поисках капитана Гранта“)        | 7     | СССР / България) | Жул Верн                                                 |
| 1985        | Бордей – („Μπορντέλο“)                                             |       | Гърция           | Семьонов                                                 |
| 1984        | Кажи им, майко, да помнят                                          | 6     |                  | руски военнопленник (в 3-та серия)                       |
| 1983 – 1984 | Безпощадният фронт – („Front ohne Gnade“)                          | 13    | ГДР              | Фьодор (в 8 серии)                                       |
| 1982        | Среща на силите                                                    |       |                  | полковник Артаманов                                      |
| 1981        | Руският консул                                                     | 2     |                  | граф Игнатиев, руския посланик в Цариград                |
| 1981        | Ударът                                                             |       |                  | капитан Нено Ненов                                       |
| 1980        | Приключенията на Авакум Захов                                      | 6     |                  | капитан Слави Ковачев / следовател (в 1, 2 и 3-та серии) |
| 1979        | Мартин Идън                                                        |       |                  | Мартин Идън                                              |
| 1978        | Епизод от Великата Отечествена...                                  |       |                  | руснакът                                                 |
| 1975        | Началото на деня                                                   |       |                  | инженер Пенев, ухажорът                                  |
| 1974        | Спомен                                                             |       |                  | русокосият                                               |
| 1973        | Най-добрият човек, когото познавам!                                |       |                  | Михаил, съпругът на Николина                             |
| 1973        | Последна проверка                                                  | 12    |                  | Петър Павлов, ремсист / Петър Севов / агент „Сатурн“     |
| 1970        | Сбогом, приятели!                                                  |       |                  | Боев, класния ръководител                                |
| 1967        | Първите руси – („Первороссияне“)                                   |       | СССР             | Алексей – „Альоша“                                       |
| 1965        | Понеделник започва в събота – („Понедельник начинается в субботу“) |       | СССР             | Александър Привалов                                      |